# شوح بيشانزوي
شوح بيشانزوي (الاسم العلمي:Abies beshanzuensis) هو نوع من النباتات يتبع جنس الشوح من الفصيلة الصنوبرية.